# 舒姆利亞尼
49°16′55″N 24°52′44″E / 49.28194°N 24.87889°E
舒姆利亞尼（烏克蘭語：Шумляни）是位於烏克蘭西南部的村莊，由泰爾諾皮爾州泰爾諾皮爾區的薩蘭丘基市鎮負責管轄。該村始建於1400年，面積22平方公里，海拔高度318米，2001年人口1,196，人口密度每平方公里54.4人。